# Faustina Hasse Hodges
Faustina Hasse Hodges   (Malmesbury, 7 d'agost de 1823 - Filadèlfia, 4 de febrer de 1895) fou una organista i compositora estatunidenca d'origen britànic].

## Biografia
Va néixer a Malmesbury, Anglaterra, filla de l'organista i compositor Edward Hodges, que va portar la seva família d'Anglaterra als Estats Units d'Amèrica el 1838. Faustina Hodges va ensenyar música i també va treballar com a organista de l'església a Brooklyn i a Filadèlfia.
Va començar a publicar cançons i música per a piano i orgue a la dècada del 1850. També va escriure i publicar la biografia del seu pare. Va morir a Filadèlfia.

## Obres
Les obres seleccionades inclouen:
- L'Amicizia (Amistat)
- Tantum Ergo Opus 65, núm. 2
- Un salm de vida (text: Henry Wadsworth Longfellow)
- Somnis: un somni (text::Henry Wadsworth Longfellow)
- El dia trist (text: Henry Wadsworth Longfellow)
- Els sants morts (text: Henry Wadsworth Longfellow segons l'obra d'Ernst Stockmann)
- El roser (text: W.W. Caldwell)[5]